# 心霊スポット巡礼ツアー
心霊スポット巡礼ツアー（しんれいスポットじゅんれいツアー）は、横浜市のタクシー会社である三和交通が運行する完全予約制のタクシーツアー。東京や横浜周辺の心霊スポットをタクシー乗務員が案内する。
2015年より開始されて以来、毎年夏に期間限定で運行している。2016年度のツアーから多摩地区および東京都内のツアーも加わった。心霊スポットを回るツアーは、タクシー業界では初とされる。

## 沿革
2007年に父の後を継いで同社の3代目社長に就任した吉川永一は、2012年に、同業他社が先行していた、急な出産時に妊婦のところにかけつける「陣痛119番」サービスに加盟したところ、大きな反響があったことをきっかけに、「売り方次第でタクシー業界もなんとかなる」と思い始めた。また、吉川は以前にウェブデザイナーとして働いていた時代に得た人脈や知識を利用し、「ネットで話題になりそうな企画」を提案し始める。
2013年には、乗客が車内のボタンを押すとゆっくり走ってもらえる「タートルタクシー」を始め、2014年のグッドデザイン賞を受賞した。その後、「タクシー流鏑馬」「裏ヨコハマ探索ツアー」などの遊びの要素のある、「炎上寸前」の企画も実行している。
そして2015年5月には、「夏に会社のPRとなるイベントをやろう」と社長の吉川自身がこのツアーを発案した。乗務員が耳にした怖い噂話の情報をもとに「肝試しツアー」を組んでみようと思ったが、社内では反対の声も強かったという。吉川は、「炎上一歩手前じゃないと拡散されない。キワモノの会社にならないようバランスは考えている」と語っている。当初は発案者の吉崎自身も「企画倒れになるかもしれない」とさえ考えていたため、ツアーを発表後の反響の大きさには本人が一番困惑していたという。
2015年のツアーは計13回実施したが、予約開始後すぐに満員になるほどの人気であった。同社のWebサイトは1日あたり500件程度のアクセスであったが、ツアーを発表後は1万件を超えたという。案内役は、「霊感がある」と自称する2人の乗務員が勤めた。
2016年はコースと運行回数を増やしたが、抽選倍率は10倍以上にもなった。2018年のツアーは42組の枠に約1900も応募があったという。吉川は、「当ツアーは反響が大きすぎて止められなくなった」と述べている。
当ツアーでは運転手が現場を十回以上も下見するため、採算は赤字続きという。タクシー業界では新人の採用が困難になっているが、当社では本企画の開始以降、社員に応募する人が年々増え続け、「心霊タクシーのドライバーをやりたい」という応募者もいるという。

## ツアー
客は出発前に、心霊現象で異常をきたしても主催者に責任を問わない旨の誓約書にサインすることを求められる。運転中は運転手が、行き先の説明や自分や同僚の体験した怪奇体験を話してくれる。乗客の中には携帯機器が故障するなどのトラブルもあるので、ツアー後に運転手と車はお祓いを受けている。また、地域住民に迷惑がかからないように巡礼先は伏せられており、街中で同社の運転手に巡礼先を聞いても「知らされていない」と答えられる。

### 2015年
7月14日から9月4日まで毎週金曜日と土曜日に各1回運行。21時に新横浜駅を出発して約90分かけ、サラリーマンが自殺をしたトンネル、少女の霊が出るというガード下、窓に人影が目撃されているというラブホテルの廃墟、数年前に殺人事件があった死体遺棄現場、古い整備工場などを巡り、新横浜に戻る。

### 2016年
2015年と同様の新横浜駅発のコースに加え、八王子駅または高尾駅から出発する「心霊スポット巡礼ツアー多魔」、および都内の怪談名所を巡る「東京怪談名所ツアー」も実施する。また、横浜と多摩のツアーにはショートコースとロングコースがあり、コースにより所要時間と巡回先が異なる。「東京怪談名所ツアー」は昼間コースと夜間コースになっている。各コースにはそれぞれ「恐怖度」「親密度」「知見度」の基準で主催者による評価が付けられている。
7月24日から9月5日まで、毎週日曜日と月曜日に各コースをそれぞれ1回運行する。ツアーには820組の応募があり、74組が体験した。

### 2018年
従前の横浜と多摩に加え、新たに「凍京（東京）」、「不死身野（埼玉県ふじみ野）」のエリアを巡るコースが用意された。また、本年度はオールナイトツアーも用意された。

### 2020年
例年のコースに加えて、ジャンプSQで連載中であったホラー漫画ダークギャザリングとのコラボ企画として、当作品に登場する心霊スポットを中心に回るコースも設定された。